# Mercedes Gaibrois de Ballesteros
Mercedes Gaibrois Riaño (París, 18 de setembre de 1891 – Madrid, 25 de gener de 1960) va ser una historiadora espanyola d'origen colombià que es va convertir en la primera dona a ocupar una butaca en la Reial Acadèmia de la Història. Va ser mare de Mercedes Ballesteros Gaibrois.

## Biografia
Mercedes va néixer en una família pertanyent a la millor societat colombiana, el seu pare era ambaixador del seu país a França, per la qual cosa va haver de néixer a París. A la seva educació va tenir com a professora Soledad Acosta de Samper, completant-la en Europa des de 1908 després de la mort del seu pare.
A la seva arribada a Espanya va casar-se amb Antonio Ballesteros Beretta (1910), a qui va ajudar en algunes les seves obres i qui li va motivar al fet que s'interessés per la història medieval, centrant-se principalment en Maria de Molina. El 1932 es va convertir en la primera dona a ocupar una butaca en la Reial Acadèmia de la Història, on va ser bibliotecària perpètua.
Entre les seves obres publicades cal destacar Historia del reinado de Sancho IV de Castilla (per la que va obtenir el premi Duque de Alba), Tarifa y la política de Sancho IV en Castilla i Roma después de la muerte de Bonifacio realitzada en col·laboració amb H. Finke.

## Obres
- Historia del reinado de Sancho IV de Castilla
- Tarifa y la política de Sancho IV el Bravo
- Roma después de la muerte de Bonifacio VIII
- Isabel la Católica
- Guzmán el Bueno y Juan Mathé de Luna en la defensa de Tarifa
- María la Grande, tres veces reina
- Una monja y un rey
- Los testamentos inéditos de don Juan Manuel
- La reina doña Mencía
- Anakaona
- Las cuatro esposas de Felipe el Prudente
- Dos infantas de Aragón
- El último soldado de Bolívar
- Fiestas de Madrid en la coronación de San Isidro
- Presencia de la mujer en la conquista de América
- Vida y obra de Fray Bernardino de Sahagún